# Rhys Wakefield
Rhys Wakefield, né le 20 novembre 1988 à Cairns dans le Queensland en Australie, est un acteur, réalisateur, scénariste et producteur australien. 

## Biographie
Rhys Wakefield naît à Cairns dans le Queensland en Australie, le 20 novembre 1988. Il est le fils d'Elizabeth Wakefield, une responsable des normes médicales, et de Chris Wakefield, un ancien militaire de la marine. 
En 2003, il obtient une bourse à la The McDonald College (en) situé vers Sydney, où il étudie l'art dramatique. Il en sort diplômé en 2006.
Il s’est marié le mardi 16 juin 2020 avec Maddie Simmer, et l’actrice Bonnie Wright (connue pour son rôle de Ginny Weasley dans Harry Potter) était leur témoin.

## Carrière
Il est principalement connu pour avoir incarné Thomas Mollison dans le film The Black Balloon en 200,7 ainsi que Josh McGuire dans le film d'aventure dramatique américano-australien Sanctum, réalisé par Alister Grierson en 2011, et Lucas Holden dans le feuilleton australien Summer Bay de 2005 à 2008. Plus récemment, il incarna le rôle du chef du Gang Masqué (crédité en tant que Polite Leader ou Polite Stranger en anglais ou Elite du Pays en français) dans le film American Nightmare en 2013.

## Filmographie

### Cinéma

#### Longs métrages
- 2008 : The Black Balloon d'Elissa Down : Thomas Mollison
- 2009 : Broken Hill de Dagen Merrill : Scott Price
- 2011 : Sanctum d'Alister Grierson : Josh McGuire
- 2012 : Nobody Walks de Ry Russo-Young : David
- 2013 : The Philosophers (After the Dark) de John Huddles : James
- 2013 : American Nightmare de James DeMonaco :  Le Chef du Gang Masqué
- 2013 : Plus One de Dennis Iliadis (en) : David
- 2014 : Un amour sans fin (Endless Love) de Shana Feste : Keith Butterfield
- 2015 : Echoes of War (film) (en) de Kane Senes : Marcus McCluskey
- 2016 : Paint it Black de Amber Tamblyn : Michael
- 2016 : Cardboard Boxer de Knate Gwaltney : J.J.
- 2017 : You Get Me de Brent Bonacorso : Chase
- 2018 : The Grand Son de Robert Logevall : Tod (également producteur)
- 2019 : Bliss de Joe Begos : Ronnie
- 2019 : Berserk de lui-même : Evan (également réalisateur, scénariste et producteur)

#### Courts métrages
- 2009 : Clearing the Air de Julian Shaw : David
- 2011 : Scent de Kain O'Keeffe : Dan
- 2013 : A Man Walks Into a Bar de Sophie Lowe et lui-même : L'homme (également réalisateur, scénariste et producteur)

### Télévision

#### Téléfilm
- 2013 : Rita de Miguel Arteta

#### Séries télévisées
- 2005 : Don't Blame Me (en) : Brad (saison 1, épisode 13)
- 2005-2008 : Summer Bay : Lucas Holden (rôle principal - 363 épisodes)
- 2016 : House of Lies : Conner (saison 5, épisode 8)
- 2019 : True Detective : Freddy Burns (rôle récurrent - 5 épisodes)
- 2019 : Reprisal : Matty
- 2022 : The First Lady : Dick Cheney